# Museu del Poble d'Astúries

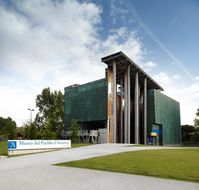
Vista del pavelló d'Astúries de l'Exposició Universal de Sevilla de 1992

El museu del Poble d'Astúries (oficialment i en asturià: Muséu del Pueblu d'Asturies) és un museu que té per missió conservar i difondre la memòria del poble asturià. Els seus fons estan integrats per àmplies col·leccions d'etnografia, fotografia, documentació i instruments musicals, així com per testimoniatges de la tradició oral: cants, llegendes, contes...
El Museu del Poble d'Astúries (anteriorment denominat Museu Etnogràfic del Poble d'Astúries) ocupa un recinte de 35.000 metres quadrats a la ciutat de Gijón. Es va crear el 1968 per iniciativa de l'Ajuntament i la Cambra de comerç, Indústria i Navegació de Gijón, inspirant-se en els museus etnogràfics a l'aire lliure que existien a Europa des de finals del segle xix. Va començar a formar-se amb algunes peces s dels segles xvii al XIX traslladats des de les parròquies de Veriña i San Andrés de los Talones, van portar al museu dues cases hidalgues: la casa dels Valdés (Candás, segle XVII) i la casa dels González de la Vega (Serín, Gijón, 1757). També es van construir una casa camperola, un mall per treballar el ferro, un lagar de sidra i una bolera per a la modalitat de “cuatreada”.
Després d'una etapa de semiabandonament, la Fundació Municipal de Cultura va assumir la seva gestió el 1985, afrontant un programa de reformes i una intensa política d'adquisició de fons. En 1992 es va instal·lar el Museu de la Gaita a la casa dels González de la Vega i el 1994 es va traslladar al recinte el Pavelló d'Astúries de l'Exposició Universal de Sevilla de 1992.
El 1998, es va elaborar un pla museològic en el qual va participar un equip multidisciplinari que va establir les futures línies d'actuació del museu. En funció d'aquest pla es van redistribuir els seus espais i continguts, configurant-se les seves dues àrees actuals: àrea expositiva (Pavelló Expo’92, Casa dels González de la Vega, Casa dels Valdés, pavellons d'aperos i construccions rurals) i àrea d'entreteniment i oci (tendayu, amfiteatre, bolera).